# Ectemnoplax peruliventris
Ectemnoplax peruliventris är en stekelart som beskrevs av Günther Enderlein 1920. Ectemnoplax peruliventris ingår i släktet Ectemnoplax och familjen bracksteklar. Inga underarter finns listade i Catalogue of Life.